# 29
29（二十九）是28与30之间的自然数。

## 数学性质
- 第10個質數。前一個為23、下一個為31。
  - 第5对孿生質數，為（29、 31）。
  - 陳素數
  - 第6個索菲熱爾曼素數：对应安全素数为 59
  - 第3個強素數
  - 質數階乘質數。
  - 第6個危險質數。前一個是19、下一個是31。
  - 此數字雖然是自然質數，但不是高斯質數。前一個有此性質的自然質數是17、下一個是37。（OEIS數列A002313）

其第一象限之高斯質數的整数分解為{\displaystyle \left(5+2i\right)\times \left(5-2i\right)}。
- 第23個虧數，真因數和為1，虧度為28。前一個為27、下一個為31。
- 第19個不尋常數，大於平方根的質因數為29。前一個為28、下一個為31。
- 第18個無平方數因數的數。前一個為26、下一個為30。
- 第5個佩爾數。前一個為12、下一個為70。
  - 第3個同時是配爾數和盧卡斯數的數，前一個是2。
- 第8個盧卡斯數，前一個是18、下一個是47。
- 第18個十进制的等數位數。前一個為27、下一個為31。
- 它亦是三个连续正方形数的和：{\displaystyle {{{{2}^{2}}+{{3}^{2}}}+{{4}^{2}}}=29}。
- 十二進制的水仙花數（OEIS數列A161949）。
- 相反數-29為殭屍數，即位數和（首位含負號）的平方與自身的和大於零的負數，即{\displaystyle {{-{29}}+{{\left({{-{2}}+{9}}\right)}^{2}}}=20}。前一個為-159，後一個為-28（OEIS數列A328933）。

### 基本运算
| 乘法                             | 1  | 2  | 3  | 4   | 5   | 6   | 7   | 8   | 9   | 10  |  | 11  | 12  | 13  | 14  | 15  | 16  | 17  | 18  | 19  | 20  |  | 21  | 22  | 23  | 24  | 25  |
| -------------------------------- | -- | -- | -- | --- | --- | --- | --- | --- | --- | --- |  | --- | --- | --- | --- | --- | --- | --- | --- | --- | --- |  | --- | --- | --- | --- | --- |
| {\displaystyle {{29}\times {x}}} | 29 | 58 | 87 | 116 | 145 | 174 | 203 | 232 | 261 | 290 |  | 319 | 348 | 377 | 406 | 435 | 464 | 493 | 522 | 551 | 580 |  | 609 | 638 | 667 | 696 | 725 |

## 在其它领域中
- 公曆闰年中2月的日数
- 铜的原子序数[1]
- 农历中小月的天数
- 農曆中年二十九晚是除夕（农历十二月是大月的年份则在三十）
- 農曆12個月當中，包含閏月最少都有29日。